# Africa Confidential
Africa Confidential ist eine vierzehntäglich im Vereinigten Königreich erscheinende Zeitschrift mit dem Schwerpunkt afrikanische Staaten. Sie wurde 1960 als Printmedium gegründet und befindet sich im Eigentum der britischen Firma Asempa Limited. Sie zählt zu den ältesten Printmedien, die sich mit ökonomischen und sicherheitspolitischen Fragen in Hinsicht auf den afrikanischen Kontinent befassen.

## Beschreibung
Von 1960 bis 1966 erschien die Zeitschrift unter dem Namen Africa in London. Seit 1967 trägt sie die Bezeichnung Africa Confidential.
Das Magazin wurde in der Epoche der schnell voranschreitenden Dekolonialisierung Afrikas gegründet. Im Fokus der frühen Berichterstattung standen die britischen, französischen und belgischen Kolonialgebiete. Am Anfang waren sechs Personen die Eigentümer der Zeitschrift, die keinen Einfluss auf die Redaktionsarbeit nehmen wollten. Zwischen 1962 und 1995 stand das Magazin unter der Leitung von Judith Morison, die zuvor im britischen Außenministerium tätig war. Im Jahr 1981 wurde Judith Morison Direktor und Mitinhaberin des Miramoor Publications Board, zusammen mit James Lemkin (CBE), Charles Henry Gordon-Lennox (Duke of Richmond), Lord John Vernon, Charles Janson und später Xan Smiley, ein ehemaliger Redakteur.
Im Januar 1994 übernahm Blackwell Publishing in Oxford die Zeitschrift Africa Confidential. Von diesem Eigner kaufte am 17. Juli 2006 Asempa Limited das Magazin. Asempa wurde von Patrick Smith und Bryan Pearson gegründet und bedeutet in der ghanaischen Sprache Twi „Gute Worte“.
Im Jahr 2007 begann man mit der Herausgabe eines Partnerblattes, Africa-Asia Confidential, das über die wechselseitigen Beziehungen zwischen den beiden Kontinenten berichtet.

## Profil
Es gab nie Leitartikel. Stattdessen waren die Autoren eine Gruppe breit gefächerter Fachleute aus Unternehmensführungen, ferner nationale Politiker und Analysten, Diplomaten, Mitarbeiter von Nachrichtendiensten, Akademiker, Journalisten und Personal von Nichtregierungsorganisationen.
Die Zeitschrift betreibt ein gleichnamiges Onlineportal, das einen freien Zugang zu Kurznachrichten, ausgewählten Texte und einem länderspezifischen Katalog bietet.

## Redakteure
- Charles Janson (1960–1964)
- Richard Kershaw (1964–1968)
- Alan Rake (1968)
- Godfrey Morrison (1968–1977)
- Xan Smiley (1977–1981)
- Charles Meynell (1981–1986)
- Stephen Ellis (1986–1991)
- Patrick Smith (seit 1991)

Seit 1987 gibt es die Funktion des stellvertretenden Redakteurs, ausgeübt durch Gillian Lusk.